# Videojuegos educativos de la serie Sonic
A medida que la serie de juegos de plataforma de Sonic the Hedgehog ha ido creciendo en popularidad, su editor Sega ha ampliado la franquicia a múltiples géneros diferentes. Entre ellos hay varios videojuegos educativos diseñados para atraer a los niños pequeños. El primer intento de crear un juego educativo de Sonic fue Sonic's Edusoft de Tiertex Design Studios para la Master System a finales de 1991, que fue cancelado a pesar de estar casi terminado. Cuando Sega lanzó el Sega Pico en 1994, lanzó para él Sonic the Hedgehog's Gameworld y Tails and the Music Maker. Orion Interactive también desarrolló el juego para Sega PC de 1996 Sonic's Schoolhouse, que utilizaba un 3D motor de juego y contaba con un presupuesto de marketing excepcionalmente elevado. A mediados de la década de 2000, LeapFrog Enterprises lanzó juegos educativos de Sonic para sus Leapster y LeapFrog Didj.

## Historia
Sonic the Hedgehog es una de las franquicias de videojuegos más vendidas de la historia, vendiendo más de 80 millones de unidades para la serie combinada a partir de 2011. El juego original, un desplazamiento lateral juego de plataformas, fue desarrollado por el Sonic Team en Japón. Lanzado por Sega en 1991, aumentó enormemente la popularidad de la Sega Genesis en Norteamérica y estableció a Sega como el principal rival de Nintendo en el mercado de las consolas. Con la popularidad del juego, la serie comenzó a expandirse a otros géneros. Mientras Sonic the Hedgehog 2 comenzaba a desarrollarse a finales de 1991, los Tiertex Design Studios, con sede en Manchester, empezaron a trabajar en un videojuego educativo ambientado en el universo de Sonic llamado Sonic's Edusoft para la Master System. Edusoft se hizo utilizando sprites extraídos del juego original. A pesar de estar casi terminado, fue cancelado. El juego no fue licenciado por Sega, pero la compañía expresó su interés en él y podría haberlo publicado potencialmente junto con US Gold.
En 1994, Sega lanzó el Sega Pico, un dispositivo de "educación" impulsado por el mismo hardware utilizado por la Genesis. El sistema estaba diseñado con una apariencia similar a la de un ordenador portátil, un lápiz óptico llamado "Magic Pen" y un bloc para dibujar. Como Sonic se había convertido en la mascota de Sega, ésta lanzó dos juegos educativos con personajes de la franquicia Sonic, Sonic the Hedgehog's Gameworld y Tails and the Music Maker. Gameworld fue desarrollado por Aspect Co. , el estudio que produjo la mayoría de los juegos de Game Gear Sonic. Otro juego educativo, Wacky Worlds Creativity Studio, fue lanzado para la Genesis en 1994. Aunque no es un juego de Sonic, Sonic aparece en él.
En 1996, Sega y Orion Interactive colaboraron para producir Sonic's Schoolhouse, un juego educativo de la marca Sega PC para Microsoft Windows. Se desarrolló utilizando un motor de juego similar al de Wolfenstein 3D y diez educadores y psicólogos ayudaron a crear los retos del juego. Originalmente, un reloj de dibujos animados era el protagonista del juego, pero fue sustituido por Sonic; así, Sonic's Schoolhouse sólo está tenuemente conectado con el resto de la franquicia. El juego salió a la venta como parte de la campaña de marketing de 20 millones de dólares de Sega "Blue is Back" para promocionar seis juegos de Sonic que salieron a la venta en la temporada de compras navideñas; se publicaron anuncios del juego en revistas y se promocionó en los expositores de las tiendas. Sonic's Schoolhouse también incluía cupones por valor de US$40 en descuentos para productos de Sonic, incluyendo cómics y peluches.
A mediados de la década de 2000, LeapFrog Enterprises publicó dos juegos de plataformas educativos de Sonic: Torus Games Sonic X y Realtime Associates Sonic the Hedgehog, para el Leapster y el LeapFrog Didj, respectivamente.

## Juegos

### Sonic's Edusoft
- Fecha de lanzamiento: Inédito (desarrollado en 1991)
- Desarrollador: Tiertex Design Studios
- Editores previstos: Sega
- Plataforma: Master System

Sonic's Edusoft habría sido el primer juego educativo de Sonic, la tercera entrada de la serie en general, y el primer juego de Sonic que no fue desarrollado en Japón. El juego estaba dirigido a niños de cinco años y se centraba en una serie de minijuegos con preguntas de matemáticas y ortografía. Se accede a los minijuegos desde un mundo central isométricos y se pueden desbloquear otros juegos no educativos después de superar un cierto número de juegos educativos. El juego era prácticamente desconocido hasta que uno de los programadores del juego creó una página de Wikipedia sobre él, que fue borrada tras ser considerada un bulo. El programador envió más tarde capturas de pantalla por correo electrónico a los fans de Sonic, pero no pudo demostrar que fuera real. Se confirmó que Edusoft era real después de que se filtrara su imagen ROM.

### Sonic the Hedgehog's Gameworld
- Fecha de lanzamiento: Japón: Agosto de 1994[19], Norteamérica 29 de octubre de 1996[11]
- Desarrollador: Aspect Co.
- Editor: Sega
- Plataforma: Sega Pico

Sonic the Hedgehog's Gameworld fue el primero de los dos juegos de Sonic que se lanzaron para la Sega Pico. El juego tiene la forma de un álbum ilustrado y cambia el conjunto de tareas que el jugador debe realizar al pasar una página. Dirigido a niños de entre cuatro y siete años, Gameworld está protagonizado por Sonic, Tails y Amy y cuenta con 13 minijuegos diseñados para enseñar al jugador a resolver problemas.

### Tails and the Music Maker
- Fecha de lanzamiento: Norteamérica Septiembre de 1994[10]
- Desarrollador: Appaloosa Interactive[21][10]
- Editor: Sega
- Plataforma: Sega Pico

Tails and the Music Maker fue el segundo juego de Sonic que se lanzó para Sega Pico. Está protagonizado por Tails y fue diseñado para enseñar a los niños de tres a siete años a hacer música. Tails and the Music Maker utiliza la misma forma de álbum ilustrado que Gameworld. El juego incluye varios minijuegos, como "Viajes con Tails" (en el que el jugador guía a Tails a través de tres niveles) y "Pinball de percusión" (en el que Tails se sitúa en un entorno de pinball).

### Sonic's Schoolhouse
- Fecha de lanzamiento: Norteamérica Octubre de 1996[16]
- Desarrollador: Bruce Austin Productions, Orion Interactive
- Editor: Sega Entertainment
- Plataforma: Microsoft Windows

Sonic's Schoolhouse está dirigido a niños de entre cinco y nueve años y se desarrolla en un entorno de 3D visto desde una en primera persona. La jugabilidad ha sido comparada con la de Doom (1993), pero la principal diferencia es que los jugadores deben resolver preguntas de ortografía, matemáticas y lectura en varios niveles de dificultad basados en la edad. Sonic no es jugable, sino que actúa como guía.

### Sonic X
- Fecha de lanzamiento: Norteamérica 2005[17], Europa 2007[26]
- Desarrollador: Torus Games
- Editor: LeapFrog Enterprises
- Plataforma: Leapster

Sonic X está basado en la serie de anime del mismo nombre y fue lanzado por LeapFrog Enterprises para la consola de juegos portátil Leapster. Está protagonizado por Sonic y Chris Thorndyke, un personaje creado para la serie de anime, que deben salvar a Tails, Amy y Knuckles del Doctor Eggman. El jugador debe guiar a Sonic a través de tres niveles, deteniéndose periódicamente para responder a preguntas matemáticas. Los tres niveles, Station Square, Angel Island, y la base de Eggman presentan secuencias, sumas y restas respectivamente.

### Sonic the Hedgehog
- Fecha de lanzamiento: Norteamérica 2008[18]
- Desarrollador: Realtime Associates
- Editor: LeapFrog Enterprises
- Plataforma: LeapFrog Didj

La versión Didj de Sonic the Hedgehog es un juego de plataformas de desplazamiento lateral similar a los juegos originales de Sonic de Genesis, pero tiene numerosos minijuegos diseñados para enseñar ortografía. Está dirigido a niños de siete a diez años.

## Recepción
Jeuxvideo.com consideró que los juegos educativos de Sonic eran poco conocidos. Según el programador que trabajó en Sonic's Edusoft, el juego se probó en una escuela primaria de Didsbury, Manchester, y fue bien recibido. Retro Gamer expresó su decepción por el hecho de que siguiera siendo relativamente desconocido y alabó su estilo visual "chunky". También se preguntaban "si los niños se daban cuenta de la suerte que tenían de poder jugar a un juego de Sonic inédito y a menudo olvidado". Al analizar Sonic's Schoolhouse, Hardcore Gaming 101 fue muy negativo, y lo calificó de "título de entretenimiento educativo sin más" que "no ofrece ni educación ni entretenimiento de ningún tipo. " Criticaron su actuación de voz, los efectos visuales, la falta de dificultad y valor educativo, y el escaso uso de la licencia de Sonic, considerándolo un "intento bastante cínico de Sega para vincularlo con su mascota" e incitando a los lectores a jugar en su lugar a los juegos de Leapster. GamesRadar+ dijo que Sonic's Schoolhouse' era sólo "vagamente educativo" y "una pesadilla para escolares".